# ショー・チューン
ショー・チューン（英語: show tune）は、舞台のミュージカルのために特に書かれた曲目。

## 概要
ショー・チューンは、広義ではミュージカルのために書かれた歌曲全般を、狭義には個々の作品の中で作品の主題とは不可分な代表的な歌曲を指す。
ショー・チューンのスタイルはそれぞれのミュージカルによって異なるが、共通する大きな特徴として、覚えやすく、そのミュージカルの主題や内容が端的に表現されていることが挙げられる。すなわちショー・チューンとは、単に「織り込まれた歌」なのではなく、「明確な理由のもとに書き込まれた歌」だということができる。
ショー・チューンの中には大ヒット曲となるものも少なくなく、後々まで様々な歌手によって歌われたり、テレビコマーシャルのキャッチソングとして使用されたり、フィギュアスケート競技の演目曲として使用されたりすることも多い。

## 代表的なショー・チューン
- マイ・フェア・レディ
  - 素敵じゃない? (Wouldn't It Be Lovely?)
  - 一晩中でも踊れたのに (I Could Have Danced All Night)
  - 君の住む街角 (On the Street Where You Live)
- 南太平洋
  - 魅惑の宵 (Some Enchanted Evening)
  - バリ・ハイ (Bali Ha'i)
  - 春よりも若く (Younger Than Springtime)
- 王様と私
  - ゲティング・トゥ・ノウ・ユー (Getting to Know You)
  - シャル・ウィー・ダンス (Shall We Dance?)
- ピーター・パン
  - 大人にならない (I Won't Grow Up)
  - ネバーランド (Never Never Land)
  - アイム・フライング (I'm Fying)
- サウンド・オブ・ミュージック
  - サウンド・オブ・ミュージック (Sound of Music)
  - 私のお気に入り (My Favorite Things)
  - エーデルワイス (Edelweiss)
- ウエスト・サイド物語
  - マリア (Maria)
  - サムウェア (Somewhere)
  - トゥナイト (Tonight)
- キャバレー
  - ウィルコメン (Wilkommen)
  - キャバレー (Cabaret)
- シカゴ
  - オール・ザット・ジャズ」 (All That Jazz)
  - ラズル・ダズル (Razzle Dazzle)
  - 近ごろは (Nowadays)
- アニー
  - メイビー (Maybe)
  - 厳しい人生 (It's the Hard Knock Life)
  - トゥモロー (Tomorrow)
- ジーザス・クライスト・スーパースター
  - ジーザス・クライスト・スーパースター (Jesus Christ Superstar)
- コーラスライン
  - ザ・ミュージック・アンド・ザ・ミラー (The Music And The Mirror)
  - ワン (One)
- ドリームガールズ
  - ドリームガールズ (Dreamgirls)
  - アンド・アイ・アム・テリング・ユー・アイム・ノット・ゴーイング (And I Am Telling You I'm Not Going)
  - ワン・ナイト・オンリー (One Night Only)
- エビータ
  - アルゼンチンよ、泣かないで (Don't Cry for Me, Argentina)
- キャッツ
  - メモリー (Memory)
- オペラ座の怪人
  - オペラ座の怪人 (The Phantom of the Opera)
  - オール・アイ・アスク・オブ・ユー (All I Ask of You)
  - ミュージック・オブ・ザ・ナイト (Music of the Night)
- レ･ミゼラブル
  - 彼を家に (Bring Him Home)
  - 民衆の歌 (Do You Hear The People Sing)
  - ワン・デイ・モア (One Day More)
- レント
  - シーズンズ・オブ・ラブ (Seasons of Love)
  - ラ・ヴィー・ボエーム (La Vie Boheme)
  - アナザー・デー (Another Day)
- プロデューサーズ
  - プロデューサーになりたい (I Wanna Be A Producer)
  - ヒトラーの春 (Springtime for Hitler)
- ウィキッド
  - ディファイング・グラビティ (Defying Gravity)
- スウィーニー・トッド
  - スウィーニー・トッドのバラッド(The Ballad of Sweeney Todd)